# Deutsche Meisterschaften im Biathlon 2024
Die Deutschen Meisterschaften im Biathlon 2024 fanden vom 29. August bis zum 1. September in der Sparkassen-Arena in Altenberg statt.
Das Programm umfasste wie in den Vorjahren einen verkürzten Einzelwettbewerb, Sprint und Verfolgung.

## Zeitplan
| Datum              | Frauen    | Frauen             | Männer    | Männer               |
| ------------------ | --------- | ------------------ | --------- | -------------------- |
| 29. August (Do.)   | 10:00 Uhr | Training           | 13:00 Uhr | Training             |
| 30. August (Fr.)   | 11:00 Uhr | Einzel (12,5 km)   | 14:00 Uhr | Einzel (15 km)       |
| 31. August (Sa.)   | 11:00 Uhr | Sprint (7,5 km)    | 14:00 Uhr | Sprint (10 km)       |
| 1. September (So.) | 11:00 Uhr | Verfolgung (10 km) | 13:30 Uhr | Verfolgung (12,5 km) |

## Ergebnisse

### Frauen

#### Kurz-Einzel (12,5 km)
| Platz | Sportlerin          | Verein            | Landesverband     | Schießfehler | Zeit    | Rückstand |
| ----- | ------------------- | ----------------- | ----------------- | ------------ | ------- | --------- |
| 1     | Franziska Preuß     | SC Haag           | Bayern            | 1 1 0 0      | 37:51,6 |           |
| 2     | Johanna Puff        | SC Bayrischzell   | Bayern            | 0 0 1 1      | 38:19,2 | 27,6      |
| 3     | Marion Wiesensarter | SV Oberteisendorf | Bayern            | 0 0 3 0      | 38:33,4 | 41,8      |
| 4     | Anna Weidel         | WSV Kiefersfelden | Bayern            | 0 2 0 0      | 39:32,4 | 1:40,8    |
| 5     | Selina Grotian      | SC Mittenwald     | Bayern            | 1 1 1 1      | 39:40,9 | 1:49,3    |
| 6     | Sophia Schneider    | SV Oberteisendorf | Bayern            | 0 2 2 1      | 40:16,5 | 2:24,9    |
| 7     | Stefanie Scherer    | SC Wall           | Bayern            | 1 1 1 0      | 40:26,2 | 2:34,6    |
| 8     | Julia Vogler        | SC Gosheim        | Baden-Württemberg | 2 1 0 0      | 40:34,3 | 2:42,7    |
| 9     | Lena Hanses         | DAV Ulm           | Baden-Württemberg | 1 2 0 1      | 40:35,8 | 2:44,2    |
| 10    | Marlene Fichtner    | SC Traunstein     | Bayern            | 1 1 0 1      | 40:39,3 | 2:47,7    |

#### Sprint (7,5 km)
| Platz | Sportlerin          | Verein                    | Landesverband     | Schießfehler | Zeit    | Rückstand |
| ----- | ------------------- | ------------------------- | ----------------- | ------------ | ------- | --------- |
| 1     | Julia Tannheimer    | DAV Ulm                   | Baden-Württemberg | 0 1          | 21:25,2 |           |
| 2     | Juliane Frühwirt    | SV Motor Tambach-Dietharz | Thüringen         | 0 0          | 21:42,8 | 17,6      |
| 3     | Sophia Schneider    | SV Oberteisendorf         | Bayern            | 0 1          | 21:46,0 | 20,8      |
| 4     | Johanna Puff        | SC Bayrischzell           | Bayern            | 1 1          | 22:00,4 | 35,2      |
| 5     | Marlene Fichtner    | SC Traunstein             | Bayern            | 1 0          | 22:05,5 | 40,3      |
| 6     | Stefanie Scherer    | SC Wall                   | Bayern            | 1 0          | 22:14,1 | 48,9      |
| 7     | Marion Wiesensarter | SV Oberteisendorf         | Bayern            | 1 2          | 22:21,2 | 56,0      |
| 8     | Julia Kink          | WSV Aschau                | Bayern            | 2 1          | 22:23,3 | 58,1      |
| 9     | Lea Zimmermann      | SC Partenkirchen          | Bayern            | 1 0          | 22:42,9 | 1:17,7    |
| 10    | Melina Gaupp        | DAV Ulm                   | Baden-Württemberg | 1 1          | 22:50,3 | 1:25,1    |

#### Verfolgung (10 km)
| Platz | Sportlerin          | Verein                    | Landesverband     | Schießfehler | Zeit    | Rückstand |
| ----- | ------------------- | ------------------------- | ----------------- | ------------ | ------- | --------- |
| 1     | Marlene Fichtner    | SC Traunstein             | Bayern            | 0 0 0 0      | 31:26,3 |           |
| 2     | Marion Wiesensarter | SV Oberteisendorf         | Bayern            | 1 0 0 1      | 31:41,0 | 14,7      |
| 3     | Julia Tannheimer    | DAV Ulm                   | Baden-Württemberg | 1 2 0 1      | 31:54,5 | 28,2      |
| 4     | Sophia Schneider    | SV Oberteisendorf         | Bayern            | 2 0 1 1      | 32:01,9 | 35,6      |
| 5     | Julia Kink          | WSV Aschau                | Bayern            | 1 0 1 1      | 32:13,8 | 47,5      |
| 6     | Juliane Frühwirt    | SV Motor Tambach-Dietharz | Thüringen         | 0 0 0 2      | 32:14,8 | 48,5      |
| 7     | Johanna Puff        | SC Bayrischzell           | Bayern            | 1 2 0 0      | 32:47,2 | 1:20,9    |
| 8     | Franziska Preuß     | SC Haag                   | Bayern            | 0 0 1 1      | 32:59,4 | 1:33,1    |
| 9     | Stefanie Scherer    | SC Wall                   | Bayern            | 0 0 1 2      | 33:15,3 | 1:49,0    |
| 10    | Lea Zimmermann      | SC Partenkirchen          | Bayern            | 0 0 0 1      | 33:17,8 | 1:51,5    |

### Männer

#### Kurz-Einzel (15 km)
| Platz | Sportlerin         | Verein                   | Landesverband     | Schießfehler | Zeit    | Rückstand |
| ----- | ------------------ | ------------------------ | ----------------- | ------------ | ------- | --------- |
| 1     | Philipp Horn       | SV Eintracht Frankenhain | Thüringen         | 0 0 0 1      | 37:03,3 |           |
| 2     | Justus Strelow     | SG Stahl Schmiedeberg    | Sachsen           | 1 0 0 1      | 39:07,1 | 2:03,8    |
| 3     | Philipp Nawrath    | SK Nesselwang            | Bayern            | 1 1 0 1      | 39:31,1 | 2:27,8    |
| 4     | Roman Rees         | SV Schauinsland          | Baden-Württemberg | 1 0 2 0      | 40:29,3 | 3:26,0    |
| 5     | Matthias Dorfer    | SV Marzoll               | Bayern            | 0 0 0 1      | 40:38,1 | 3:34,8    |
| 6     | Leonhard Pfund     | SC Bad Tölz              | Bayern            | 0 0 1 1      | 40:46,6 | 3:43,3    |
| 7     | Danilo Riethmüller | WSV Clausthal-Zellerfeld | Niedersachsen     | 2 0 0 2      | 40:52,7 | 3:49,4    |
|       | Maxim Makarow      |                          | Moldau            | 0 0 0 1      | 41:04,5 | 4:01,2    |
| 8     | Fabian Kaskel      | SC Todtnau               | Baden-Württemberg | 2 0 1 0      | 41:16,2 | 4:12,9    |
| 9     | Johan Werner       | SC Aising Pang           | Bayern            | 0 1 0 1      | 41:37,9 | 4:34,6    |

#### Sprint (10 km)
| Platz | Sportlerin       | Verein                | Landesverband     | Schießfehler | Zeit    | Rückstand |
| ----- | ---------------- | --------------------- | ----------------- | ------------ | ------- | --------- |
| 1     | Lucas Fratzscher | WSV Oberhof 05        | Thüringen         | 0 0          | 23:07,0 |           |
| 2     | Philipp Horn     | SV Frankenhain        | Thüringen         | 1 1          | 23:38,8 | 31,8      |
| 3     | Roman Rees       | SV Schauinsland       | Baden-Württemberg | 1 0          | 23:39,1 | 32,1      |
| 4     | Justus Strelow   | SG Stahl Schmiedeberg | Sachsen           | 1 1          | 23:51,5 | 44,5      |
| 5     | Philipp Nawrath  | SK Nesselwang         | Bayern            | 3 0          | 24:18,0 | 1:11,0    |
| 6     | Simon Kaiser     | WSV Oberhof 05        | Thüringen         | 2 2          | 24:31,8 | 1:24,8    |
| 7     | Matthias Dorfer  | SV Marzoll            | Bayern            | 0 0          | 24:32,9 | 1:25,9    |
| 8     | Philipp Lipowitz | DAV Ulm               | Baden-Württemberg | 0 1          | 24:36,8 | 1:29,8    |
|       | Maxim Makarow    |                       | Moldau            | 0 0          | 24:39,5 | 1:32,5    |
| 9     | Benjamin Menz    | SV Tambach-Dietharz   | Thüringen         | 0 1          | 24:46,9 | 1:39,9    |

#### Verfolgung (12,5 km)
| Platz | Sportlerin         | Verein                   | Landesverband     | Schießfehler | Zeit    | Rückstand |
| ----- | ------------------ | ------------------------ | ----------------- | ------------ | ------- | --------- |
| 1     | Justus Strelow     | SG Stahl Schmiedeberg    | Sachsen           | 0 0 1 1      | 32:09,4 |           |
| 2     | Lucas Fratzscher   | WSV Oberhof 05           | Thüringen         | 0 0 2 1      | 32:28,2 | 18,8      |
| 3     | Philipp Horn       | SV Frankenhain           | Thüringen         | 0 1 2 2      | 32:56,8 | 47,4      |
| 4     | Danilo Riethmüller | WSV Clausthal-Zellerfeld | Niedersachsen     | 1 1 0 0      | 33:16,5 | 1:07,1    |
| 5     | Roman Rees         | SV Schauinsland          | Baden-Württemberg | 2 2 0 1      | 33:50,9 | 1:41,5    |
| 6     | Matthias Dorfer    | SV Marzoll               | Bayern            | 0 1 0 2      | 34:55,3 | 2:45,9    |
| 7     | Philipp Nawrath    | SK Nesselwang            | Bayern            | 3 2 2 0      | 32:02,5 | 2:53,1    |
| 8     | Fabian Kaskel      | SC Todtnau               | Baden-Württemberg | 0 0 0 1      | 35:04,0 | 2:54,6    |
| 9     | Linus Kesper       | SC Willingen             | Hessen            | 1 0 1 3      | 35:32,2 | 3:22,8    |
| 10    | Franz Schaser      | SV Hermsdorf             | Sachsen           | 2 0 1 1      | 35:41,8 | 3:32,4    |

## Ergebnislisten
- Einzel Frauen (pdf)
- Sprint Frauen (pdf)
- Verfolgung Frauen (pdf)

- Einzel Männer (pdf)
- Sprint Männer (pdf)
- Verfolgung Männer (pdf)

DDR-Meisterschaften:

1958 |
1959 |
1960 |
1961 |
1962 |
1963 |
1964 |
1965 |
1966 |
1967 |
1968 |
1969 |
1970 |
1971 |
1972 |
1974 |
1975 |
1976 |
1977 |
1978 |
1979 |
1980 |
1981 |
1982 |
1983 |
1984 |
1985 |
1986 |
1987 |
1988 |
1989
Bundesdeutsche Meisterschaften:

1970 |
1971 |
1972 |
1974 |
1975 |
1976 |
1977 |
1978 |
1979 |
1980 |
1981 |
1982 |
1983 |
1984 |
1985 |
1986 |
1987 |
1988 |
1989 |
1990
Deutsche Meisterschaften:

1991 |
1992 |
1993 |
1994 |
1995 |
1996 |
1997 |
1998 |
1999 |
2000 |
2001 |
2002 |
2003 |
2004 |
2005 |
2006 |
2007 |
2008 |
2009 |
2010 |
2011 |
2012 |
2013 |
2014 |
2015 |
2016 |
2017 |
2018 |
2019 |
2020 |
2021 |
2022 |
2023 |
2024 |
2025